# Bifascia nigralbella
Bifascia nigralbella är en fjärilsart som beskrevs av Pierre Chrétien 1915. Bifascia nigralbella ingår i släktet Bifascia och familjen brokmalar, Momphidae. Inga underarter finns listade i Catalogue of Life.